# کارزار لکه‌دار کردن

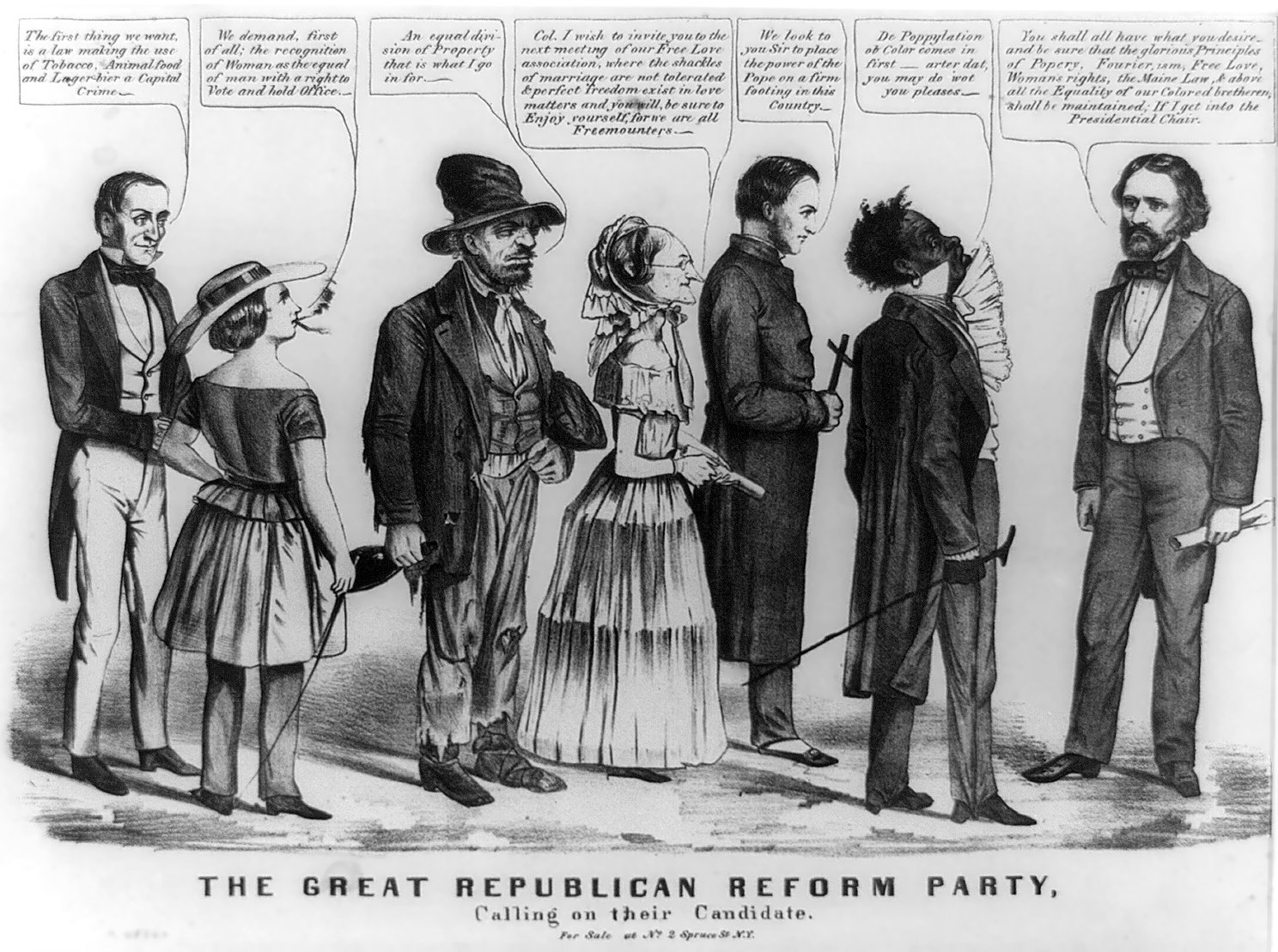
لکه دار کردن

کارزار لکه‌دار کردن (به انگلیسی: Smear campaign) یا تاکتیک لکه‌دار کردن (به انگلیسی: Smear tactic) یا به صورت خلاصه لکه‌دار کردن، تلاشی است که برای نابودی یا زیر سؤال بردن آبروی یک شخص که با ایجاد پروپاگاندای منفی صورت می‌گیرد. کارزارهای لکه‌دار کردن می‌توانند علیه اشخاص یا گروه‌ها باشند.
اهداف این نوع کارزارها معمولاً اشخاص معروف، سیاست‌مداران، نامزدهای انتخاباتی، فعالان و همسران پیشین هستند. این واژه همچنین ممکن است برای فضای متفاوتی مانند محیط کار نیز به کار رود.
عبارت کارزار لکه‌دار کردن در حدود ۱۹۳۶ میلادی همه‌گیر شد.

## تعریف
یک کارزار لکه‌دار کردن تلاشی برنامه‌ریزی‌شده و عامدانه برای کم‌کردن یا نابودی آبرو، اعتبار و شخصیت شخص یا گروه خاصی هستند. مانند کارزارهای منفی، اکثر کارزارهای لکه‌دار کردن سیاستمداران، مقامات دولتی، نامزدهای انتخاباتی و سایر اشخاص نامدار را هدف قرار می‌دهند. هرچند ممکن است اشخاص غیرنامدار یا گروه‌های شناخته نشده نیز در محیط‌هایی مانند شرکت‌ها، موسسات آموزشی، سیستم قانونی و سایر گروه‌های رسمی هدف این نوع کارزارها قرار گیرند.
تاکتیک‌های لکه‌دار کردن معمولاً با بحث و گفتمان‌های عادی تفاوت زیادی دارند. چرا که یک کارزار لکه‌دار کردن، تلاشی ساده و هدفدار برای از بین بردن آبرو و اعتبار یک شخص است.
اغلب این کارزارها، از حملات شخصی به شکل‌های مختلف مانند ایجاد اختلال در کار، افزودن دروغ به حقایقی که در مورد آن شخص یا گروه صادق است یا حتی دروغ‌های محض ساخته می‌شوند. این نوع کارزارها معمولاً توسط مجلات زرد پخش می‌شوند.
لازم است ذکر شود که حتی وقتی حقایقی در مورد کارزارهای لکه‌دار کردن فاش می‌شود، باز این کارزارها تأثیرگذار هستند. چرا که پیش از روشن شدن حقایق، آبرو و اعتبار هدف این کارزارها از بین رفته است.